# Área de conservación regional Humedales de Ventanilla
El Área de conservación regional Humedales de Ventanilla es un área protegida en el Perú. Se encuentra en la región Callao, en la provincia Constitucional del Callao.
Fue creado el 19 de diciembre de 2006, mediante D.S. N.º 074-2006-AG. Tiene una extensión de 275.45 hectáreas.
Está ubicado en el Distrito de Ventanilla en la Provincia Constitucional del Callao, región Callao.
El área está siendo amenazado por las invasiones y el arrojo de desmonte.